# PhpBB
phpBB este un pachet de programe pentru forumuri de discuție pe internet, scris în limbajul PHP, disponibil gratuit, sub licența GPL, aparținând Grupului phpBB. Numele "phpBB" reprezintă abrevierea de la PHP Bulletin Board. phpBB este un software liber și open source.
Caracteristicile phpBB includ suport pentru multiple motoare de baze de date (PostgreSQL, SQLite, MySQL, Oracle Database, Microsoft SQL Server), subforumuri ierarhice, unirea/închiderea/ștergerea temelor, grupuri de utilizatori, multiple atașamente per postare, căutare avansată, plugin-uri și diverse opțiuni de notificare (e-mail, Jabber, ATOM).